# The Divergent Series: Insurgent
The Divergent Series: Insurgent (Divergente la serie: Insurgente en Hispanoamérica y La serie Divergente: Insurgente en España) es una película estadounidense dirigida por Robert Schwentke, con guion de Brian Duffield y Akiva Goldsman, basada en Insurgente, novela escrita por Veronica Roth. Fue protagonizada por Shailene Woodley, Theo James y Kate Winslet y estrenada el 20 de marzo de 2015.

## Argumento
En Insurgente aumentan las expectativas de Tris mientras busca aliados y respuestas en las ruinas de un Chicago futurista. Tris (Shailene Woodley) y Cuatro (Theo James) son ahora fugitivos perseguidos por Jeannine Matthews (Kate Winslet), la líder de la facción Erudición, hambrienta de poder. Corriendo contra el tiempo, tienen que descubrir por qué los padres de Tris sacrificaron sus vidas para protegerla, por qué escondieron una caja y por qué la líder de Erudición hará cualquier cosa para detenerlos.
Atormentada por sus decisiones pasadas, pero desesperada por proteger a los que ama, Tris con la ayuda de Cuatro, se enfrentará a los desafíos principales para cada facción buscando ser probada como divergente y a lo largo de esto descubre la verdad sobre el pasado, el motivo por el cual sus padres mantuvieron la caja escondida, luchando hasta el final para hallar el destino de su mundo. Al final logra abrir la caja con cada  una de las pruebas y un vídeo pregrabado dice que son un experimento de aislamiento con bases sociales novedosas donde los divergentes son el éxito del mismo experimento y gracias a su existencia pueden reunirse con el mundo detrás de la valla, pero Jeannine Matthews  al ver esto pide desaparezcan la caja y asesinen a Tris y a Cuatro, los divergentes escondidos lo evitan y el mensaje es retransmitido a todos los monitores.

## Elenco
- Shailene Woodley como Beatrice Tris Prior.
- Theo James como Tobias Cuatro Eaton.
- Jai Courtney como Eric.
- Ray Stevenson como Marcus Eaton.
- Zoë Kravitz como Christina.
- Miles Teller como Peter.
- Ansel Elgort como Caleb Prior.
- Maggie Q como Tori.
- Mekhi Phifer como Max.
- Kate Winslet como Jeanine Matthews.
- Ben Lamb como Edward.
- Octavia Spencer como Johanna Reyes.[8]
- Suki Waterhouse como Marlene.[9]
- Jonny Weston como Edgar.[10]
- Naomi Watts como Evelyn Johnson-Eaton.[11]
- Daniel Dae Kim como Jack Kang.[12]
- Rosa Salazar como Lynn.[13]
- Keiynan Lonsdale como Uriah.[14]
- Emjay Anthony como Hector.[15]

## Desarrollo

### Producción
El 7 de mayo de 2013, Summit Entertainment reveló que una secuela basada en Insurgent, ya estaba en desarrollo. Brian Duffield, escritor de Jane Got a Gun, fue contratado para escribir el guion. El 16 de diciembre de 2013, fue anunciado que Neil Burger, director de la primera película no volvería para dirigir la secuela, sin embargo, fungiría como productor de la misma. El 11 de febrero de 2014, se anunció que Akiva Goldsman había sido contratado para reescribir el guion de Duffield y que Robert Schwentke tomaría el lugar de Burger como director de la próxima entrega. El 21 de marzo de 2014, Lionsgate dio oficialmente luz verde a la adaptación cinematográfica de Insurgente.

### Casting
El 12 de mayo de 2014 se dio a conocer que Octavia Spencer fue contratada para interpretar a Johanna Reyes. El 29 de mayo se dio a conocer que Suki Waterhouse y Jonny Weston fueron contratados para dar vida a Marlene y Edgar, respectivamente. El 4 de junio de 2014, Naomi Watts fue contratada para interpretar a Evelyn Johnson-Eaton en Insurgent y las dos partes de Allegiant. El 5 de junio, Daniel Dae Kim fue confirmado para interpretar a Jack Kang. El 9 de junio de 2014 se dio a conocer que Rosa Salazar obtuvo el papel de Lynn. Un día después, se informó que Keiynan Lonsdale fue elegido para interpretar a Uriah. El 11 de junio se dio a conocer que Emjay Anthony fue contratado para dar vida a Hector.

### Filmación
La filmación comenzó en Atlanta, Georgia el 27 de mayo de 2014. El rodaje tuvo lugar en la Penitenciaría de Estados Unidos en Atlanta. Para el Compuesto de Cordialidad fue construido un set en la comunidad de Serenbe, al sur de la ciudad.

## Recepción
Insurgente ha recibido críticas mixtas a negativas de parte de la crítica y de la audiencia. En el portal de internet Rotten Tomatoes, la película posee una calificación de 29%, basada en 161 reseñas, con una puntuación de 5.1/10 por parte de la crítica, mientras que la audiencia le ha dado una calificación de 60%. La página Metacritic le ha dado a la película una puntuación de 42 de 100, basada en 40 críticas, indicando "reseñas mixtas". Las audiencias de CinemaScore le dieron al filme una puntuación promedio de "A-" en una escala de A+ a F, mientras que en el sitio IMDb los usuarios le han dado una puntuación de 6.3/10, sobre la base de más de 139000 votos. En SensaCine ha recibido una aprobación de 3/5.

## Secuelas
Una tercera película basada en Allegiant fue programada para su estreno el 18 de marzo de 2016. El 11 de abril de 2014, Summit Entertainment anunció que la tercera novela se dividirá en dos películas tituladas Allegiant y Ascendant. La primera parte conservaría la fecha de estreno anunciada con anterioridad, mientras que la segunda parte fue prevista para ser estrenada el 24 de marzo de 2017.